# Hiroko Kuniya
 (avril 2016).
Si vous disposez d'ouvrages ou d'articles de référence ou si vous connaissez des sites web de qualité traitant du thème abordé ici, merci de compléter l'article en donnant les références utiles à sa vérifiabilité et en les liant à la section « Notes et références ».
Hiroko Kuniya (国谷裕子, Kuniya Hiroko) (née le 3 février 1957) est une présentatrice japonaise. Elle travaille pour le réseau NHK au Japon. Elle est originaire de la préfecture d'Osaka et est diplômée en relations et en économie internationales de l'université Brown. En 1981, elle commence à travailler en tant que présentatrice et écrivain pour les émissions en langue anglaise de la télévision Seven O'clock News. À partir de 1986, elle travaille comme chercheur aux États-Unis pour NHK Special. Elle travaille ensuite comme présentatrice de journaux télévisés, sur les réseaux terrestre et satellite, et notamment Asia Now en 1990, qui sera repris aux États-Unis par le Public Broadcasting Service. 
Kuniya présente Close-up Gendai depuis sa première diffusion en 1993. L'émission est diffusée en prime time, quatre jours par semaine par la NHK. Elle est aussi diffusée sur le réseau satellite, sur NBH World et sur NBH World Premium.